# Can Mai-hi-són
Can Mai-hi-són, sovint denominada Can Maison i pronunciada Can Misson, és una masia del poble de Bigues, en el terme municipal de Bigues i Riells, a la comarca catalana del Vallès Oriental.
Està situada en el sector nord-est del terme, a llevant de la urbanització de Can Barri i de Can Boter, a la dreta del torrent de Can Riera. És al nord de Can Febrera i de Can Gresola i al nord-oest de Can Bonrepòs.
En realitat es tractava de dues masies juntes, obrades totes dues en el segle xix, que han estat refetes en una de sola modernament.
Està inclosa en el Catàleg de masies i cases rurals de Bigues i Riells.